# Rockstar Games
Rockstar Games, Inc es una compañía desarrolladora y distribuidora de videojuegos adquirido por el distribuidor de videojuegos Take-Two Interactive y creador del motor de videojuego RAGE. La compañía es internacionalmente conocida por títulos como la serie Grand Theft Auto, Max Payne, Midnight Club y Red Dead. Comprende estudios que han sido adquiridos y renombrados, así como otros creados internamente. Mientras la mayoría de los estudios que Take-Two Interactive ha adquirido se fusionaron en la marca Rockstar, otros más recientes han mantenido sus propias identidades y forman parte de la división de la compañía 2K Games.
El sello Rockstar fue fundado en Nueva York, en 1998 por Sam Houser, Terry Donovan, Dan Houser, Jamie King y Gary Foreman. Las oficinas de Rockstar Games están situadas en Broadway, Nueva York, junto a las de Take-Two Interactive. En ellas se encuentran las oficinas centrales internacionales de publicidad, marketing, relaciones públicas y departamentos de desarrollo de productos.

## Historia
La etiqueta Rockstar Games fue fundada en diciembre de 1998 por Sam Houser, Dan Houser, Gary Foreman, Terry Donovan, y Jamie King. Donovan dejó la compañía en enero de 2007, después de una licencia de cuatro meses de ausencia. Fue reemplazado por el ex Capcom, Gary Dale. El nombre de la empresa fue decidido en un parque de atracciones en referencia a la pasión de Sam Houser por la música Rock and Roll de los años 70 y 80.
La sede principal de Rockstar Games se encuentra en Broadway en el barrio NoHo de la ciudad de Nueva York, parte de las oficinas de Take-Two Interactive. Aquí están los departamentos de comercialización, relaciones públicas y desarrollo de productos.
A partir de febrero de 2014, los títulos de Rockstar Games han vendido más de 250 millones de copias, siendo la mayor franquicia la serie Grand Theft Auto que es el único envíos de al menos 250 millones de dólares a partir de noviembre de 2016. Grand Theft Auto V enviado el mayor número de unidades (por lo menos 75 millones de copias) dentro de la serie historia y convertirse en uno de los videojuegos con más ventas de todos los tiempos.
En marzo de 2014, Rockstar Games recibió el premio BAFTA de la Academia de becas en los Premios BAFTA de Videojuegos.

## Filosofía de la empresa
A pesar de su condición de creadores de Grand Theft Auto, una de las franquicias de videojuegos más exitosas de todos los tiempos, Sam Houser y su hermano Dan se han alejado de los reflectores. Se han centrado en la marca Rockstar Games, más que cualquier persona que recibe el crédito por el éxito de los juegos.
En octubre de 2011, el vicepresidente Dan Houser dijo a Famitsu que Rockstar estaba evitando deliberadamente el desarrollo del género acción en primera persona. "Estamos deliberadamente evitándolo en este momento", dijo, según una traducción de 1UP.com. "Está en nuestro ADN evitar hacer lo que están haciendo otras empresas. Supongo que se podría decir que Max Payne 3 es algo cercano a un FPS, pero hay aspectos realmente únicos en la configuración y modo de juego allí, también, no sólo en la historia. Debes tener originalidad en tus juegos, debes tener algún tipo de mensaje interesante. Se podría decir que la meta de Rockstar es que los jugadores realmente sientan lo que estamos tratando de hacer". Houser llegó a decir que Rockstar ha "hecho nuevos géneros por nosotros mismos con juegos como la serie GTA. No nos basamos en testimonios de un libro de texto de negocio para hacer lo que hemos hecho. Creo que lo hemos conseguido, precisamente porque no lo hicimos concentrados en el beneficio... Si hacemos el tipo de juegos que queremos jugar, entonces creemos que la gente lo va a comprar".
Rockstar ha lanzado ya una nueva versión mejorada de Grand Theft Auto V para Microsoft Windows, PlayStation 4 y Xbox One, que puede ser totalmente reproducible desde el punto de vista en primera persona. Esto fue posible, en parte, con una calidad más altas de armas de fuego visuales, obstaculizado estímulos audiovisuales debido a tocados y animaciones adicionales - ayudando el juego lograr la paridad estética con otros disparos en primera persona.
La compañía ha estado involucrado con el trabajo de caridad que van desde el apoyo a Movember, ofreciendo apariciones en los juegos como un premio de la rifa y la caridad transmisiones en directo.
Del 15 de diciembre de 2023 al 21 de diciembre de 2023, Rockstar Games regaló más de 600.000 suscripciones a Twitch en la plataforma Twitch como parte de la Semana RP de GTA. Durante este periodo, los fans seleccionados tuvieron la oportunidad de canjear una suscripción de regalo o una suscripción de nivel 1 de un mes a un canal de Twitch de su elección regalando tokens. Los espectadores tenían que ver a un streamer de GTA RP de la categoría del evento durante el periodo para recibir tokens. La colaboración entre Rockstar Games y Twitch en este evento es única hasta la fecha.

## Estructura

### Filiales actuales
| Logo | Nombre                 | Nombres anteriores                                                                           | Localización                   | Años          | Notas |
| ---- | ---------------------- | -------------------------------------------------------------------------------------------- | ------------------------------ | ------------- | --- |
|      | Rockstar Australia     | Videogames Deluxe (2013–2025)                                                                | Sídney, Australia              | 2025–Presente | Desarrolladores de L.A. Noire: The VR Case Files y de la versión para celulares y actualización 1.112 en adelante de Grand Theft Auto: The Trilogy - The Definitive Edition. |
|      | Rockstar Dundee        | Ruffian Games Limited (2008–2020)                                                            | Dundee, Escocia                | 2020–Presente | Rockstar Dundee Limited es una desarrolladora británica de videojuegos con sede en Dundee. |
|      | Rockstar India         | Technicolor India (200?–2016)                                                                | Bangalore, India               | 2016–Presente | Trabaja en conjunto con la Unidad Dedicado Rockstar (RDU) a Technicolor la India, ayudaron en el desarrollo de Red Dead Redemption 2. |
|      | Rockstar International | –                                                                                            | Londres                        | 2005–Presente | La sede de publicación de Rockstar Games en el Reino Unido, Europa, Asia, Japón, África, Australia y América del Sur, se encuentra en las oficinas de Rockstar London. |
|      | Rockstar Leeds         | Möbius Entertainment Limited (1997–2004)                                                     | Leeds, Inglaterra              | 2004–Presente | Desarrollaron Chinatown Wars, Beaterator, Liberty City Stories y Vice City Stories. También adaptaron Max Payne a Game Boy Advance y L.A. Noire para Microsoft Windows. |
|      | Rockstar Lincoln       | Spidersoft Limited (1992–1998)Tarantula Studios (1998–2002)                                  | Lincoln, Inglaterra            | 2002–Presente | Control de calidad y localización. Responsable de testear juegos y de la traducción de los desarrollos de Rockstar Games. También desarrollaron el juego de Game Boy Color, Las Vegas Cool Hand, también desarrollaron los videojuegos basados en la serie de películas de Austin Powers y adaptaron GTA y GTA 2 para Game Boy Color. |
|      | Rockstar London        | –                                                                                            | Londres, Inglaterra            | 2005–Presente | Formada en noviembre de 2005 para el desarrollo de Manhunt 2. Responsable de la adaptación portátil de Midnight Club: Los Angeles para PlayStation Portable. |
|      | Rockstar New England   | Mad Doc Software (1999–2008)                                                                 | Andover, Massachusetts, EE.UU. | 2008–Presente | Responsable de los ports de Bully para Xbox 360 y PC (titulado Bully: Scholarship Edition) |
|      | Rockstar North         | DMA Design (1988–2002)                                                                       | Edimburgo, Escocia             | 2002–Presente | Fundada en 1988 como DMA Design y posteriormente adquirida en 2002. Son famosos por el desarrollo de la saga más importante y mítica de Rockstar: Grand Theft Auto, y también por Manhunt así como los juegos originales de Lemmings durante la etapa de DMA Design.                                                                  |
|      | Rockstar San Diego     | Angel Studios (1984–2002)                                                                    | Carlsbad, California, EE.UU.   | 2003–Presente | Como parte de Rockstar desarrollaron el motor RAGE, Table Tennis, la saga Midnight Club, Smuggler's Run, Red Dead Revolver, Red Dead Redemption y su secuela. |
|      | Rockstar Toronto       | Imagexcel (198?–1995)Alternative Reality Technologies (1995–1999)Rockstar Canada (1999–2002) | Oakville, Ontario, Canadá      | 1999–Presente | Su trabajo más conocido es The Warriors, una adaptación de la clásica película de culto, también desarrollaron la expansión Grand Theft Auto: London 1969, la versión de Wii de Bully (titulado Bully: Scholarship Edition) y la versión en PC de Grand Theft Auto IV y Episodes from Liberty City.                                   |

### Antiguas filiales
| Logo | Nombre             | Nombres anteriores                        | Localización                          | Años      | Notas |
| ---- | ------------------ | ----------------------------------------- | ------------------------------------- | --------- | --- |
|      | Rockstar Japan     | –                                         | Tokio, Japón                          | 2005–2009 | La sede de publicación y localización para los videojuegos de Rockstar Games en Japón, se disolvió en 2009 cuando Rockstar decidió distribuir sus juegos por su propia cuenta. |
|      | Rockstar Vancouver | Barking Dog Studios (1998–2002)           | Vancouver, Columbia Británica, Canadá | 2002–2012 | Fusionado con Rockstar Toronto en 2012. El estudio fue responsable del juego Bully y el tercer juego de la saga Max Payne, Max Payne 3.                                        |
|      | Rockstar Vienna    | Neo Software Produktions GmbH (1993–2003) | Vienna, Austria                       | 2003–2006 | Adaptaron la saga Max Payne a consolas, la trilogía 3D de Grand Theft Auto para Xbox, y desarrollaron algunos capítulos de Manhunt 2 antes de ser cerrado.                     |

## Desarrolladores externos
- Rockstar Games colaboró con Rare en el desarrollo de Conker: Live & Reloaded para Xbox.
- Bethesda ayudó a Rockstar con la distribución y localización de Bully en Japón.
- Bungie desarrolló el videojuego Oni, que fue publicado por Rockstar Games en PlayStation 2. Antes de que Bungie fuera adquirida por Microsoft, su producto estrella, Halo: Combat Evolved, iba a ser lanzado en principio para Mac y Windows con Rockstar como distribuidor.
- Capcom fue la desarrolladora que comenzó el videojuego de Red Dead Revolver antes de que Rockstar comprara Angel Studios en 2002 y lo renombrara Rockstar San Diego, también la compañía se encargó de la distribución y localización en Japón de la serie Grand Theft Auto hasta Grand Theft Auto IV.
- Digital Eclipse colaboró con Rockstar North en el desarrollo de Grand Theft Auto Advance.
- Double Eleven desarrolló la versión remasterizada de Red Dead Redemption y Red Dead Redemption: Undead Nightmare para PlayStation 4, Nintendo Switch y PC.
- Edge of Reality desarrolló Monster Truck Madness 64.
- Grove Street Games (anteriormente War Drum Studios) desarrolló el relanzamiento de la trilogía de los primeros títulos de Grand Theft Auto del universo 3D, (III, Vice City y San Andreas) y el port de los mismos juegos a dispositivos móviles en 2011, 2012 y 2014 respectivamente, también llevaron otros juegos como Max Payne, Bully y Grand Theft Auto: Chinatown Wars a dispositivos móviles. Sin embargo, son infamemente recordados por el desastroso desarrollo y lanzamiento de Grand Theft Auto: The Trilogy - The Definitive Edition en 2021.
- Image Metrics ha firmado la mayoría de las escenas de animación facial de los videojuegos de Rockstar.
- Liquid Games desarrollaron en conjunto con DMA Design la versión de Grand Theft Auto 2 para la consola Dreamcast.
- Lucid Games Ltd. llevó el título Grand Theft Auto: Liberty City Stories a dispositivos móviles.
- Opus, junto a ASCII Entertainment firmaron Surfing H3O.
- Pixelogic desarrolló The Italian Job para Rockstar.
- Rebellion Developments desarrolló las entregas de Smuggler's Run y Midnight Club: Street Racing para Game Boy Advance.
- Remedy Entertainment ha desarrollado el primer y segundo juego de Max Payne. Actualmente se informa que están desarrollando los remakes de ambos videojuegos.
- Runecraft desarrolló la versión de Grand Theft Auto: London 1969 para PlayStation.
- Team Bondi desarrolló L.A. Noire para Rockstar.
- Virtuos Games realizó la remasterización de L.A. Noire para PlayStation 4, Xbox One, Nintendo Switch y PC.
- VIS Entertainment es conocido por desarrollar el videojuego State of Emergency, anteriormente fueron los desarrolladores de Earthworm Jim 3D para Nintendo 64, videojuego que fue distribuido por Rockstar en Estados Unidos.
- Visual Science desarrolló la versión de Grand Theft Auto para la consola PlayStation.
- Westlake Interactive llevó Max Payne a dispositivos MacOS.
- Z-Axis desarrolló Thrasher presents Skate and Destroy.

## Tecnología

### RAGE
| Logo | Nombre                | Localización                  | Años          | Notas                                                                                     |
| ---- | --------------------- | ----------------------------- | ------------- | ----------------------------------------------------------------------------------------- |
|      | RAGE Technology Group | Carlsbad, California, EE. UU. | 2006–Presente | Motor gráfico llamado Rockstar Advanced Game Engine, desarrollado por Rockstar San Diego. |

Rockstar Games ha desarrollado su propio motor de juego llamado el Rockstar Advanced Game Engine (RAGE) para facilitar el desarrollo de juegos para los sistemas PlayStation 3, PlayStation 4, PlayStation 5, Xbox 360, Xbox One, Xbox Series X|S, Wii, Nintendo Switch, Microsoft Windows y MacOS.
Es un motor de juego creado por un pequeño equipo llamado "Grupo de Tecnología RAGE" en el desarrollador de videojuegos Rockstar San Diego con las contribuciones de Rockstar North. Este motor es de código cerrado y se necesita autorización de Rockstar para obtener una licencia. Rockstar ha desarrollado el motor para facilitar el desarrollo del juego en PC y para las consolas PlayStation 3, Wii y Xbox 360. El motor base es el Angel Game Engine desarrollado por Rockstar San Diego para su uso en la sexta generación de la consola en la serie Midnight Club y varios otros juegos de Rockstar San Diego.
Previamente a la creación de RAGE, Rockstar basaba sus juegos en el motor RenderWare, incluyendo todos los Grand Theft Auto anteriores a la saga Stories. El desarrollo de RAGE comenzó debido a la adquisición de Criterion (la empresa detrás de RenderWare) por parte del conglomerado Electronic Arts. Además, Rockstar decidió no volver a utilizar el motor RenderWare debido a una cláusula en el contrato de EA. Este motor posee un potente sistema automatizado antitrampas, si se detecta a un tramposo se le suspende la cuenta durante 30 días como aviso, pero si vuelve a dar indicios de actuar como tramposo se le suspenderá permanentemente. Los únicos casos en los que el usuario evita el sistema antitrampas, son programas creados por un usuario. En el caso de las consolas (Xbox One, PlayStation 4, PlayStation 5, Xbox 360) es más vulnerable que en pc, llegando a un punto que se necesita conectar el ordenador directamente a la consola para desde el código fuente del juego ejecutar dichas trampas.

#### Objetivo de la compañía
En octubre, el vicepresidente creativo de Rockstar, Dan Houser, desveló a Famitsu que Rockstar está evitando desarrollar juegos dentro del género de los FPS. "Estamos evitando eso ahora, deliberadamente", dijo, según señala una traducción de 1UP. "Está en nuestro ADN el hecho de evitar lo que otras compañías están utilizando. Supongo que se podría decir que Max Payne 3 se parece mucho a un juego en primera persona pero, en realidad, hay determinados aspectos únicos con respecto a la jugabilidad y las características también, no sólo en la historia. Se trata de ser original con tus videojuegos; tiene que haber algún mensaje de interés. Se podría decir que el objetivo principal de Rockstar es hacer llegar a los jugadores lo que realmente pretendemos hacer". Houser continuó diciendo que "Rockstar ha creado géneros propios con juegos como GTA. No nos apoyamos en los testimonios de ninguna enciclopedia de negocios para hacer lo que hemos hecho. Creo que hemos tenido éxito precisamente porque no nos centramos en las ganancias de la venta del juego que creamos... Si hacemos el tipo de juegos a los que nos gustaría jugar, entonces es cuando creemos que la gente los va a comprar".

### Social Club
Artículo principal: Rockstar Games Social Club
Rockstar Games Social Club era un servicio de juegos en línea creado por Rockstar para su uso con sus juegos.

## Juegos publicados
| Título                                                      | Año de lanzamiento | Desarrollador(es) |
| ----------------------------------------------------------- | ------------------ | --- |
| Grand Theft Auto (serie)                                    | 1997–presente      | DMA DesignRockstar NorthTarantula Studios (Grand Theft Auto y GTA 2 para Game Boy Color)Digital Eclipse (GTA Advance)Rockstar Leeds (GTA Liberty City Stories, GTA Vice City Stories y GTA Chinatown Wars)War Drum Studios (GTA III, GTA Vice City, GTA San Andreas y GTA Chinatown Wars para dispositivos móviles, también GTA San Andreas para Xbox 360 y PlayStation 3)Lucid Games Ltd. (GTA Liberty City Stories para dispositivos móviles)Grove Street Games (GTA The Trilogy – The Definitive Edition) |
| Monster Truck Madness 64                                    | 1999               | Edge of Reality |
| Thrasher Presents Skate and Destroy                         | 1999               | Z-Axis Ltd. |
| Earthworm Jim 3D (versión de Nintendo 64 en Estados Unidos) | 1999               | VIS Entertainment |
| Wild Metal Country (Dreamcast)                              | 1999/2000          | DMA Design |
| Smuggler's Run (serie)                                      | 2000–2002          | Angel StudiosRebellion Developments (Smuggler's Run para Game Boy Aadvance) |
| Midnight Club (serie)                                       | 2000–2008          | Rockstar San DiegoRebellion Developments (Midnight Club: Street Racing para Game Boy Advance)Rockstar London (Midnight Club: L.A. Remix) |
| Austin Powers: Oh, Behave!                                  | 2000               | Tarantula Studios |
| Austin Powers: Welcome to My Underground Lair!              | 2000               | Tarantula Studios |
| The Italian Job                                             | 2001               | Pixelogic |
| Oni                                                         | 2001               | Bungie Software |
| State of Emergency                                          | 2002               | VIS Entertainment |
| Max Payne (serie)                                           | 2001–2012          | Remedy Entertainment (Max Payne y Max Payne 2 para Microsoft Windows) Rockstar Canada (Max Payne para PlayStaion 2)Neo Software (Max Payne para Xbox)Möbius Entertaintment (Max Payne para Game Boy Advance)Westlake Interactive (Max Payne para MacOS)War Drum Studios (Max Payne para dispositivos móviles)Rockstar Vienna (Max Payne 2 para PlayStation 2 y Xbox)Rockstar Vancouver (Max Payne 3) |
| Manhunt (serie)                                             | 2003–2007          | Rockstar North (Manhunt)Rockstar London (Manhunt 2)Rockstar Toronto (Manhunt 2 para Wii y Microsoft Windows)Rockstar Leeds (Manhunt 2 para PlayStation Portable) |
| Red Dead (serie)                                            | 2004–2018          | Rockstar San Diego |
| The Warriors                                                | 2005               | Rockstar Toronto |
| Bully                                                       | 2006               | Rockstar Vancouver (PlayStation 2)Rockstar Toronto (Bully: Scholarship Edition para Wii)Rockstar New England (Bully: Scholarship Edition para Xbox 360 y PC)War Drum Studios (Bully: Anniversary Edition para dispositivos móviles) |
| Rockstar Games Presents Table Tennis                        | 2006               | Rockstar San Diego |
| Beaterator                                                  | 2009               | Rockstar Leeds |
| L.A. Noire                                                  | 2011               | Team BondiRockstar Leeds (Versión para Microsoft Windows)Virtuos (Remasterización para PlayStation 4, Xbox One y Nintendo Switch)Videogames Deluxe (L.A. Noire: The VR Case Files) |

## Películas
En 2011 Rockstar Games aparecía como Rockstar Films.
| Películas                                        | Año  | Tipo             |
| ------------------------------------------------ | ---- | ---------------- |
| GTA 2: The Movie                                 | 1999 | Drama Criminal   |
| The Football Factory1                            | 2004 | Drama            |
| Grand Theft Auto: San Andreas - The Introduction | 2004 | Drama Criminal   |
| Sunday Driver1                                   | 2005 | Documental       |
| Red Dead Redemption: The Man from Blackwater     | 2010 | Drama Occidental |